# NGC 22
NGC 22は、ペガスス座の方角にある渦巻銀河である。1883年にエドゥアール・ステファンによって発見された。

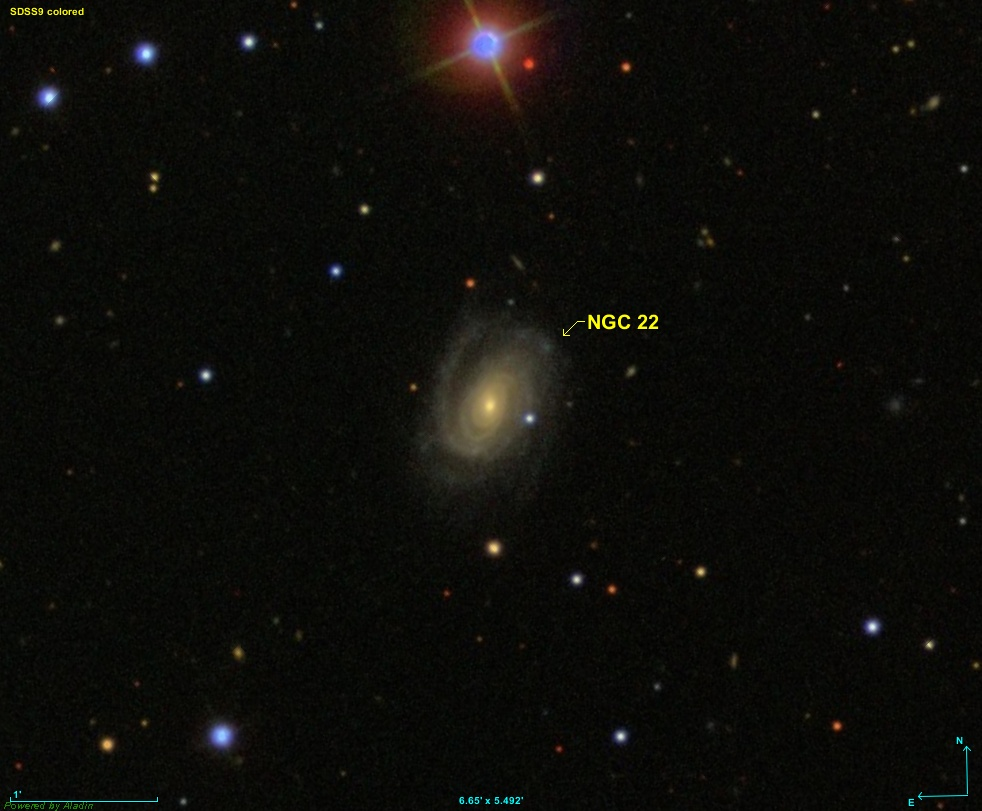
SDSSが撮影。